# 似傾齒龍屬
似傾齒龍屬（學名：Campylodoniscus）是蜥腳下目恐龍的一屬，生存於白堊紀的阿根廷。似傾齒龍可能屬於泰坦巨龍類。某些研究人員提出似傾齒龍是疑名。
似傾齒龍的化石發現於Sierra de San Bernardo，包含一個上頜骨與其牙齒。在1929年，弗雷德里克·馮·休尼（Friedrich von Huene）將這化石進行描述、命名，模式種是Campylodon  ameghinoi。屬名是由古希臘文的「καμπυλος」（意即「彎曲或傾斜的」）及「οδους」（即牙齒）組合而成。種名則是以阿根廷古生物學家Florentino Ameghino為名。在1961年，Oskar Kuhn發現某種魚類已經優先使用這個屬名，依此將其改名為Campylodoniscus。
似傾齒龍的生存時期未定，可能是7500萬年前的坎帕階之間，或是9000萬年前的土仑阶。似傾齒龍的身長估計約20公尺。

## 外部連結
- Campylodoniscus